# La Sage
Pour les articles homonymes, voir Sage (homonymie).
La Sage est un village de la commune d'Evolène, dans le canton du Valais, en Suisse. Il se trouve à 1667 mètres d'altitude et compte un peu plus d'une centaine d'habitants.

## Commerces
Restaurants : 
- Les Collines
- L'Écureuil

 Hôtels : 
- Boutique hôtel de La Sage (Swiss Lodge)
- Gîte Alpin l'Écureuil

 Commerces d'alimentation : 
- Épicerie de La Sage

## Tourisme
Le tourisme a débuté à La Sage il y a 100 ans. Actuellement, vous pouvez y pratiquer la marche, le VTT, le trail etc. En hiver, vous pourrez y faire de la raquette ainsi que du ski alpin sur le domaine du Tsaté (7 kilomètres de pistes pour tous les niveaux).